# La Neuveville-devant-Lépanges
La Neuveville-devant-Lépanges là một xã, nằm ở tỉnh Vosges trong vùng Grand Est của Pháp. Xã này có diện tích 8,77 km², dân số năm 1999 là 357 người. Xã này nằm ở khu vực có độ cao trung bình 430 m trên mực nước biển.

## Biến động dân số
| 1962                                         | 1968      | 1975 | 1982 | 1990 | 1999 |
| -------------------------------------------- | --------- | ---- | ---- | ---- | ---- |
| 383 (152)                                    | 364 (138) | 310  | 320  | 360  | 357  |
| Số liệu từ năm 1962: Dân số không tính trùng |           |      |      |      |      |